# Opalia retiporosa
Opalia retiporosa är en snäckart som först beskrevs av Carpenter 1864.  Opalia retiporosa ingår i släktet Opalia och familjen vindeltrappsnäckor. Inga underarter finns listade i Catalogue of Life.